# George Kennedy Allen Bell
Pour les articles homonymes, voir George Bell et Bell.

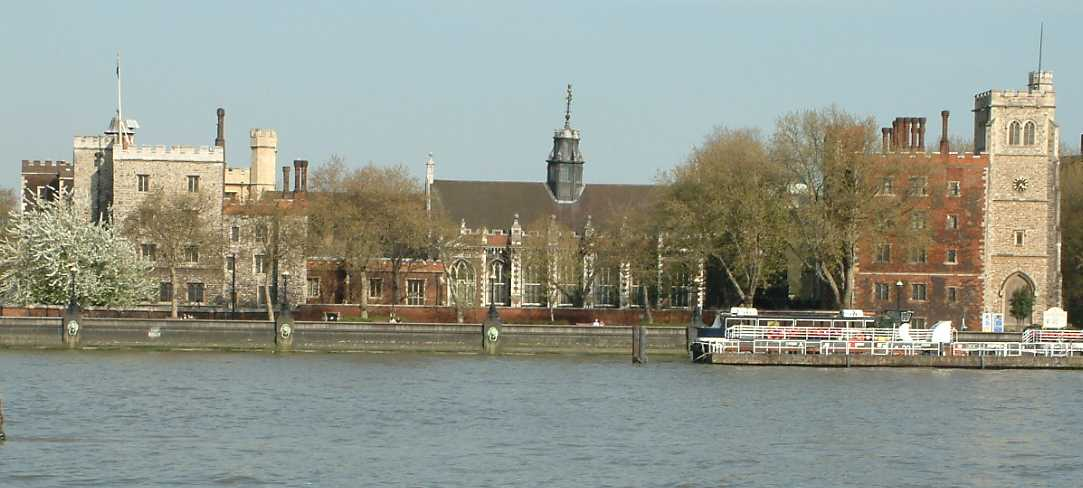
Palais de Lambeth, lieu de travail des cloches 1914-1925.

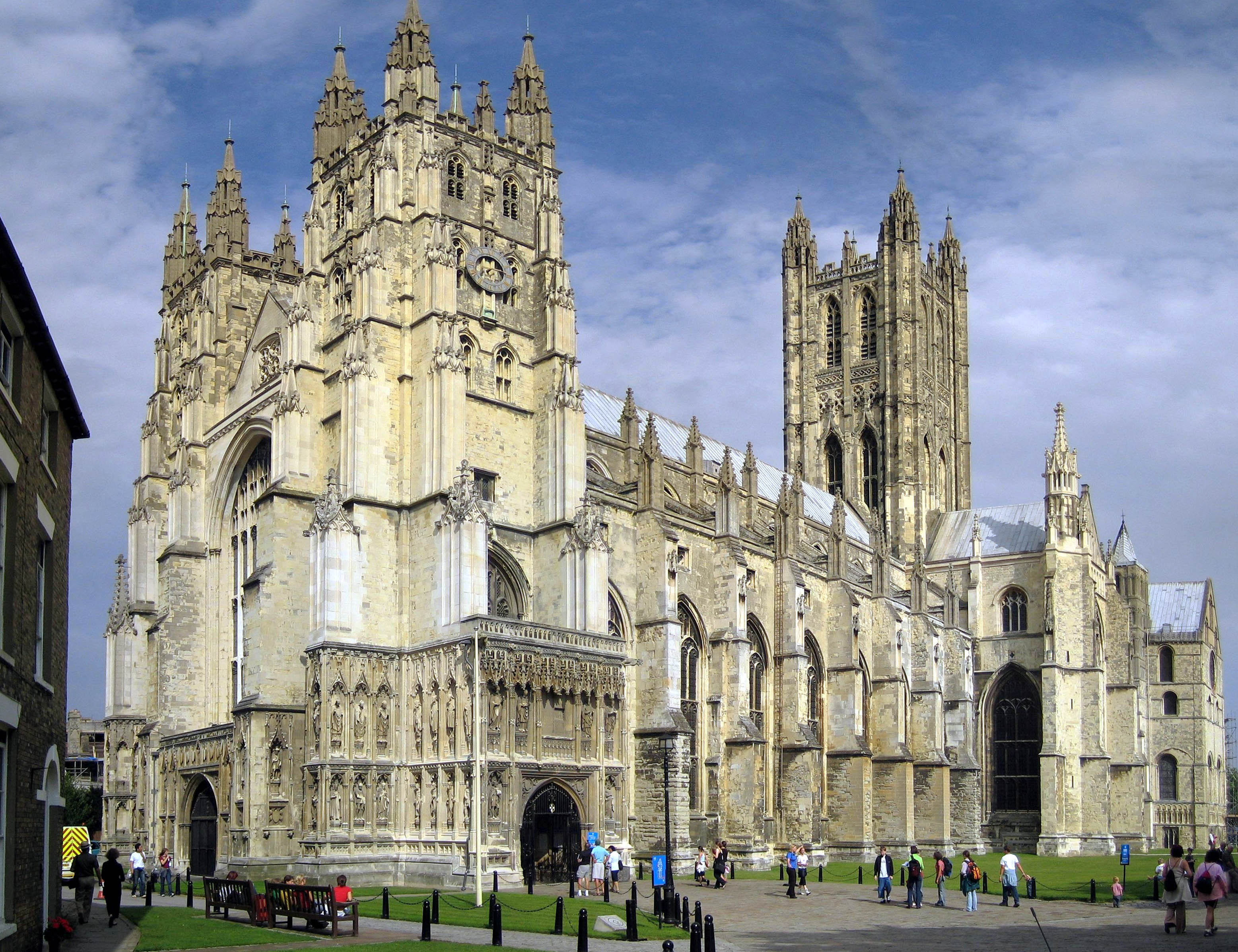
Cathédrale de Canterbury.

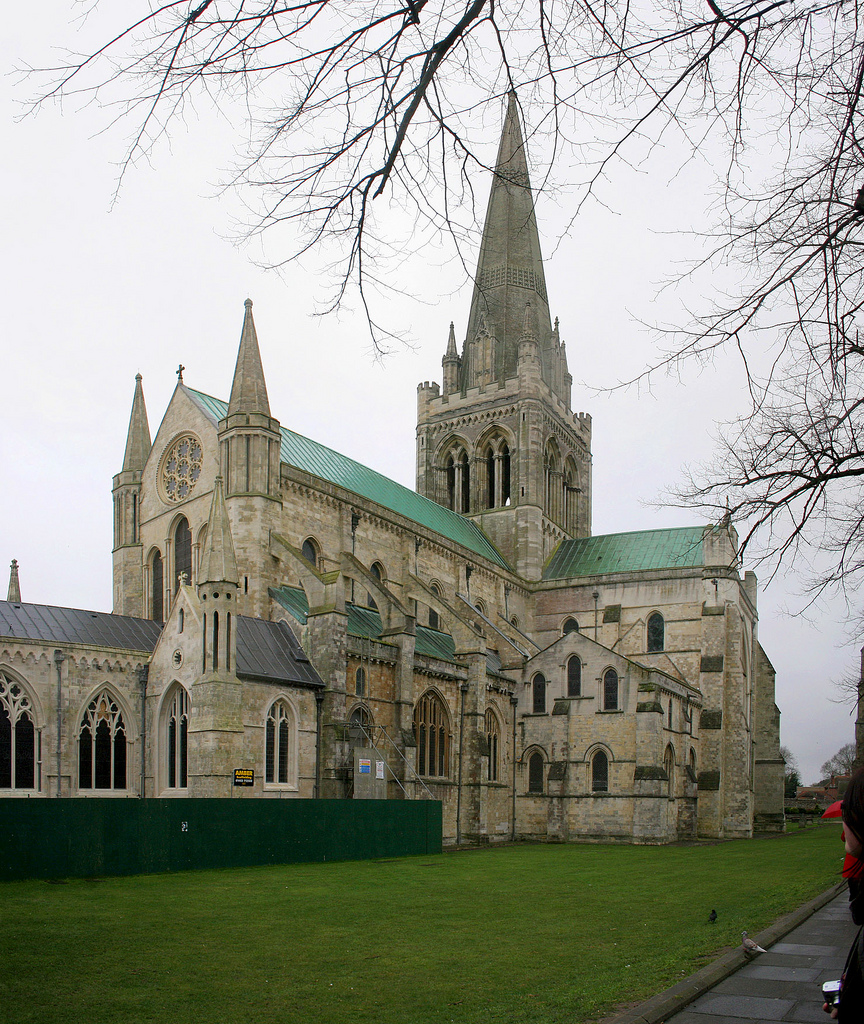
Cathédrale de Chichester.

George Kennedy Allen Bell, né le 4 février 1883 à Hayling Island dans le Hampshire et mort le 3 octobre 1958 à Canterbury, est un évêque de l'Église d'Angleterre (anglicans) et un représentant majeur de l'œcuménisme. Il est connu en Allemagne et en Grande-Bretagne comme un ami proche de Dietrich Bonhoeffer, comme un opposant à la stratégie de guerre aérienne britannique lors de la Seconde Guerre mondiale et pour son travail œcuménique pour la paix et la réconciliation.

## Biographie

### Naissance
George Kennedy Allen Bell naît le 4 février 1883 à Hayling Island.
Il est le fils du vicaire de Hayling Island et plus tard chanoine de Norwich, James Allen Bell, et de son épouse Sarah Georgina Megaw.

### Œcuméniste engagé socialement
George Bell étudie la théologie à Oxford (Angleterre) et est ordonné prêtre anglican en 1907. Il travaille ensuite pendant trois ans comme ministre social dans les bidonvilles de la ville industrielle anglaise de Leeds. Sa tâche est la mission chrétienne parmi les travailleurs industriels de la région, dont un tiers sont des indiens et des africains des anciennes colonies britanniques. George Kennedy Allen Bell apprend beaucoup des méthodistes, dont il considère la combinaison de la foi personnelle et de l'engagement social comme un modèle pour son église.
À l'automne 1910, il retourne à Oxford, d'abord pour un peu moins de quatre ans en tant que ministre étudiant et tuteur académique au Christ Church College. Là aussi, il s'engage socialement. Il est l'un des fondateurs d'une coopérative de consommation prospère pour les étudiants et le personnel universitaire et s'implique dans les établissements et l'éducation des travailleurs par le biais de la W.E.A. (Workers' Educational Association).
En 1914, il devient secrétaire privé de l'archevêque de Canterbury au Lambeth Palace et prend en charge un département spécial pour les relations internationales et interconfessionnelles. Dans ce bureau, en 1915, il obtient la permission pour les indiens baptisés luthériens de poursuivre le travail des missions de Leipzig et de Goßner à Chota Nagpur (Inde orientale) après que leurs missionnaires allemands aient été internés. Jusqu'à la fin de la guerre, il s'engage également dans l'Ordre de Saint-Jean, une campagne interconfessionnelle de sauvetage des orphelins de guerre, et - avec l'archevêque luthérien suédois Nathan Söderblom, l'un de ses plus proches amis de longue date - dans l'échange de prisonniers de guerre. Dans ce travail, il considère de plus en plus que les antagonismes internes à l'évangélisation ne sont pas pertinents.
Après la guerre, George Kennedy Allen Bell devient un initiateur et un promoteur hors pair du mouvement œcuménique. En 1919, lors de la première réunion d'après-guerre de l'Alliance mondiale pour l'amitié des Églises aux Pays-Bas, il suggère avec succès la création d'une commission pour les minorités religieuses et nationales. Lors de la Conférence de l'Église mondiale de Stockholm en 1925, il contribue à la création du "Conseil œcuménique pour le christianisme pratique (vie et travail)". Avec Adolf Deissmann, il organise des conférences théologiques germano-britanniques.
Il est doyen de la cathédrale de Canterbury de 1925 à 1929. Pendant cette période, il met en place un festival artistique dans et autour de la cathédrale (Canterbury Festival). Parmi les auteurs invités à l'époque, citons John Masefield, Gustav Holst (The Coming of Christ), Dorothy L. Sayers et T. S. Eliot, dont George Kennedy Allen Bell commande le drame Meurtre dans la cathédrale (1935).
En 1929, George Kennedy Allen Bell est nommé évêque de Chichester. À ce poste, il organise des parrainages entre son diocèse et les travailleurs touchés par la Grande Dépression. Il assiste à des réunions du National Union of Public Employees (Syndicat national de la fonction publique), où on s'adresse à lui en l'appelant "Frère Bell", à sa grande joie. En 1931, il a également reçu la visite du Mahatma Gandhi à Chichester.
En 1932, il est nommé président de Life and Work (Vie et Travail)) au Conseil œcuménique à Genève pour deux ans. Lors de sa réunion à Berlin au début du mois de février 1933, il assiste à la soi-disant prise de pouvoir du national-socialisme.

### Allié de l'Église confessante
George Kennedy Allen Bell prend maintenant une part active à la lutte de l'église allemande. En avril 1933, il déclare publiquement la préoccupation œcuménique concernant le début de la persécution des juifs en Allemagne et, en septembre, il coparraine une résolution protestant vivement contre le paragraphe aryen et son adoption par certaines parties de l'Église protestante allemande (DEK). Il avait déjà rencontré Dietrich Bonhoeffer lors d'une réunion de la Fédération mondiale à Sofia en automne 1931. Lorsque Dietrich Bonhoeffer se rend à Londres pour deux ans en tant que pasteur étranger à l'automne 1933, une étroite relation de confiance se développa entre les deux. Dietrich Bonhoeffer devient l'informateur le plus important de George Kennedy Allen Bell sur les événements en Allemagne ; George Kennedy Allen Bell, pour sa part, en informa le public britannique, entre autres par des lettres régulières à l'éditeur londonien du Times.
Le 1er juin 1934, la déclaration théologique de Barmer, manifeste fondateur de l'Église confessante (BK), proclame l'incompatibilité de la foi chrétienne et du national-socialisme et rejette la théologie des chrétiens allemands affiliés aux nazis comme un « faux enseignement » (hérésie). Le 6 juin, George Kennedy Allen Bell en fait part aux évêques assemblés de l' Église d'Angleterre et explique la confession et le rejet, difficiles à comprendre pour eux, c'est-à-dire l'exécution actuelle d'un divorce entre l'appel légitime et illégitime à Jésus-Christ. Il s'agit de la première réaction œcuménique à la déclaration de Barmen.
En 1934, en tant que président de Life and Work, George Kennedy Allen Bell fait en sorte que Dietrich Bonhoeffer soit invité à la conférence œcuménique mondiale de Fanö, au Danemark, en tant que représentant du BK, aux côtés de Karl Koch, président de l'église régionale de Westphalie. En tant que secrétaire de la jeunesse élu, Dietrich Bonhoeffer est de toute façon responsable de la Conférence mondiale de la jeunesse affiliée. Lors d'une dévotion matinale, il s'adresse à la chrétienté mondiale en tant que "conseil œcuménique" et l'appelle à se dresser contre la menace de guerre. Sur la suggestion de George Kennedy Allen Bell, la Conférence mondiale  adopte une déclaration de solidarité pour le BK et sa lutte, contre la protestation des représentants de la DEK présents. Les mesures violentes des nationaux-socialistes sont à nouveau rendues publiques, y compris les camps de concentration.
En 1936, George Kennedy Allen Bell prend la présidence du Comité chrétien international pour les réfugiés allemands. Il s'y engage particulièrement en faveur des juifs chrétiens, qui, à l'époque, ne sont soutenus ni par les organisations juives ni par les organisations chrétiennes. Afin de les aider à émigrer, il envoie sa belle-sœur Laura Livingstone à Berlin et Hambourg et laisse temporairement les exilés vivre dans sa maison privée. La même année, il imprime une prière pour les juifs et les chrétiens « non aryens » dans son bulletin diocésain :
« Priez pour les Juifs de Stepney, de Whitechapel et de Bethnal Green ; priez pour les Juifs allemands ; pour tous ceux qui souffrent, qui ont honte, à cause de leur race. Priez pour ceux qui ont un parent ou un grand-parent juif, et qui sont chrétiens selon leur foi ... ».
En 1937, il devient membre de la Chambre des Lords en tant que Lord Spiritual. Dans son premier grand discours, le 27 juillet 1938, il demande au gouvernement britannique de fournir davantage d'aide aux réfugiés juifs d'Allemagne. Il utilise également cette influence pour protéger spécifiquement les personnes persécutées par le régime nazi. Par exemple, il peut sauver la vie de Martin Niemöller, le représentant le plus connu de l'Église confessante, en faisant connaître au public britannique son emprisonnement dans le camp de concentration de Sachsenhausen à partir de février 1938, puis dans celui de Dachau, et en le présentant comme un exemple de l'attitude anti-églises de l'État hitlérien. En conséquence, Adolf Hitler s'abstient de l'assassinat prévu de Niemöller en 1938.
Grâce à des garanties personnelles, George Kennedy Allen Bell permet, au cours de l'hiver 1938/39, à 90 personnes, principalement des familles de pasteurs (dont Hans Ehrenberg, Christuskirche Bochum), persécutées en tant que chrétiens « non aryens » par les nationaux-socialistes et abandonnées par l'église officielle, d'émigrer en Angleterre. Parmi les réfugiés qu'il soutient particulièrement figurent la sœur jumelle de Bonhoeffer, Sabine, et son mari, l'avocat Gerhard Leibholz, qui devient un interlocuteur important de George Kennedy Allen Bell sur l'avenir de l'Allemagne pendant la guerre, et l'artiste Hans Feibusch, qu'il charge de peindre des fresques de grande envergure dans son diocèse et au-delà.
Pendant la guerre, George Kennedy Allen Bell s'engage également à aider les personnes déplacées et les autres personnes dans le besoin qui se sont réfugiées en Angleterre depuis le continent. Il soutient également les allemands internés là-bas et les objecteurs de conscience britanniques.

### Opposant aux bombardements de zone et aides à la résistance allemande
Dès 1939, George Bell écrit que l'Église ne doit pas devenir le complice spirituel d'un État, mais qu'elle doit œuvrer pour des relations internationales pacifiques et prendre position contre l'expulsion, l'asservissement et la destruction de la moralité. Elle ne doit pas renoncer à condamner les attaques de représailles répétées ou les bombardements de civils. Il a exhorté les églises à adopter une position critique vis-à-vis de la guerre dans leur propre pays.
En 1940, il rencontre quelques amis œcuméniques aux Pays-Bas pour orienter les églises vers une initiative commune en faveur de la paix après la victoire sur le régime nazi. Le 17 avril 1941, George Bell écrit au Times : « Il est barbare de prendre délibérément pour cible d'une attaque des femmes et des enfants non armés ». Il contredit ainsi directement Winston Churchill, qui planifie à l'époque le bombardement de zones de villes allemandes.
En mai 1942, George Bell se rend en avion en Suède; le gouvernement britannique l'envoie pour une tournée de bienveillance de deux semaines afin d'intensifier les relations religieuses et culturelles avec le pays neutre. Il y rencontre Hans Schönfeld à Stockholm le 26 mai et Dietrich Bonhoeffer à Sigtuna le 1er juin, à la grande surprise de George Bell, qui lui remet des informations de la résistance allemande en tant que courrier secret. Il s'agit notamment des noms clairs des personnes impliquées dans la Wehrmacht et l'Abwehr dans l'assassinat planifié d'Hitler et le coup d'État visant à renverser le régime nazi. Afin de mener à bien ce plan et de négocier ensuite un armistice, les conspirateurs demandent au gouvernement britannique un signal public pour ne pas assimiler les allemands aux nazis.

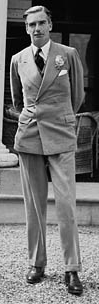
Anthony Eden en 1943.

George Bell transmet cette information au ministre britannique des Affaires étrangères, Anthony Eden, mais reçoit une réponse négative le 17 juillet, indiquant que de nouveaux contacts ne sont pas dans l'intérêt national. Dans une autre lettre, datée du 25 juillet, George Bell exprime sa déception à ce sujet et espère qu'il soit au moins possible au gouvernement de
« ...déclarer catégoriquement et publiquement que le gouvernement britannique (et les alliés) n'ont aucun désir d'asservir une Allemagne qui se sera débarrassée de Hitler, Himmler et de leurs complices. ».
Mais cette correspondance ne mène nulle part. À la conférence de Casablanca, les Alliés décident de faire la guerre jusqu'à la capitulation inconditionnelle de l'Allemagne et commencent les bombardements de zone.
Lorsque les premières tentatives d'assassinat d'Hitler échouent et que certains des conspirateurs sont déjà emprisonnés, George Bell tente à nouveau, en vain, d'obtenir un changement de cap dans la politique britannique. Après le 20 juillet 1944, il accuse Eden de n'avoir rien fait pour les aider à temps, alors qu'il savait qui était impliqué.
Le 14 février 1943, George Bell condamne les bombardements de zone à la Chambre des Lords, déclarant qu'ils remettent en question toutes les valeurs humaines et démocratiques pour lesquelles la Grande-Bretagne fait la guerre. Cela provoque des protestations véhémentes. Le 9 février 1944, il qualifie de nouveau  les bombardements de villes allemandes telles que Hambourg et Berlin de disproportionnés et donc contraires au droit international :
« Je souhaite mettre en cause le gouvernement pour sa politique de bombardement des villes ennemies à l'échelle actuelle, notamment en ce qui concerne les civils, les non-combattants et les cibles non militaires et non industrielles. [...] Je suis conscient que dans les attaques contre les centres de l'industrie de guerre et les transports militaires, la mort de civils est inévitable dans la mesure où elle découle d'une action militaire menée de bonne foi. Mais il doit y avoir une proportionnalité entre les moyens utilisés et le but recherché. Détruire une ville entière simplement parce qu'il y a des installations militaires et industrielles dans certaines de ses zones revient à rejeter la proportionnalité. [...] Je ne crois pas que le gouvernement de Sa Majesté cherche à anéantir l'Allemagne. Elle a accepté la distinction entre l'Allemagne et l'État hitlérien. [...] Les Alliés représentent quelque chose de plus grand que la puissance. L'inscription principale sur notre bannière est "Droit". Il est primordial que nous, qui avec nos alliés sommes les libérateurs de l'Europe, utilisions le pouvoir de manière à ce qu'il soit sous le contrôle de la loi. Mais le bombardement des villes ennemies, ce bombardement de zone, soulève la question d'un tel pouvoir illimité et exclusif, et la façon dont il affecte la politique et l'action du gouvernement est donc d'une immense importance. ».
Le discours affirme la distinction entre les non-combattants (civils) et les combattants (soldats) en vertu de l'article 22 de la Convention de La Haye sur la guerre terrestre pour la stratégie de guerre aérienne britannique. Ce faisant, George Bell déclenche de violents tumultes à la Chambre des Lords. Là, l'adversaire déclaré du national-socialisme est isolé par sa position. À la Chambre des communes également, seuls deux députés travaillistes partagent sa critique des bombardements de zone.
George Bell est également très controversé dans son église. William Temple, qui, en tant qu'archevêque de Canterbury, occupe à l'époque la plus haute fonction politiquement influente de l'Église anglicane, refuse de critiquer le bombardement des centres-villes ennemis. Avant le début de la guerre, il avait précisément évoqué ce point, où l'Église, en raison de sa doctrine de la guerre juste, était contrainte de s'opposer à la politique et d'appeler à l'objection de conscience. Depuis le Blitz, cependant, il justifie la guerre aérienne britannique comme une nécessité fatidique.
George Bell, en revanche, est accusé de ne faire qu'aider la propagande nazie par sa protestation. Son opposition à la guerre britannique lui coûte la suite de sa carrière : bien qu'il soit considéré comme un candidat approprié pour la plus haute fonction de son église, il est probablement écarté deux fois à l'instigation de Churchill lors du processus de succession et reste évêque de Chichester jusqu'à sa démission en raison de son âge au début de 1958.
Le dernier message de Bonhoeffer, juste avant d'être emmené pour être exécuté le 9 avril 1945, est destiné à son ami œcuménique le plus proche, George Bell, et, selon le messager Sigismund Payne Best, il se lit ainsi :
« Dites-lui : C'est la fin pour moi, mais aussi le début - avec lui je crois au principe de notre fraternité chrétienne universelle, qui transcende toutes les haines nationales, et que notre victoire est certaine - dites-lui aussi que je n'ai jamais oublié ses paroles lors de notre dernière rencontre. »
George Bell, ainsi que Franz Hildebrandt et Julius Rieger, organisent un service commémoratif pour Bonhoeffer le 27 juillet 1945 dans la Holy Trinity Church (aujourd'hui disparue) sur Kingsway à Londres, devant un public de milliers de personnes, dont sa sœur jumelle. La BBC diffuse le service en Allemagne, de sorte que nombre de ses parents, amis et étudiants reçoivent ainsi la première nouvelle certaine de la mort de Bonhoeffer.

### Avocat des allemands vaincus, visionnaire d'une Europe réconciliée
Dès juillet 1945, George Bell se prononce en faveur de l'autodétermination politique des allemands, car il y a en Allemagne un mouvement de résistance soutenu par la minorité chrétienne. Sur cette base, il estime  qu'un détournement complet des allemands du national-socialisme et une réconciliation avec eux est possible.
Les 18 et 19 octobre 1945, George Bell assiste à la première réunion du Conseil de l'Église évangélique d'Allemagne (EKD) nouvellement formé, à Stuttgart, en tant que membre d'une délégation œcuménique. Le Conseil remet à la délégation la "Déclaration de culpabilité du christianisme protestant d'Allemagne".

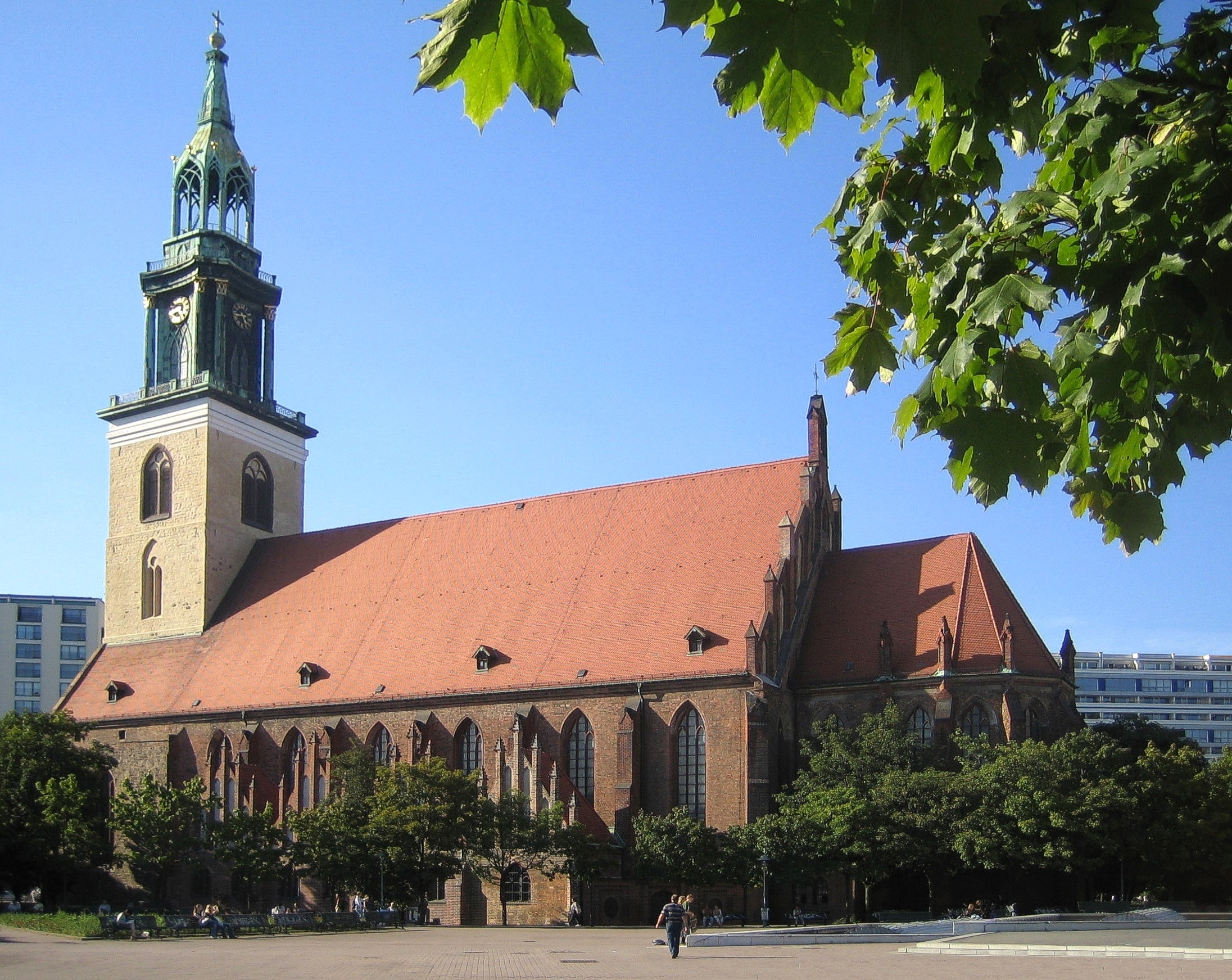
Marienkirche à Berlin.

Dans sa réponse, George Bell rappelle également l'Holocauste, qui n'a pas été mentionné dans la déclaration de culpabilité. Il organise ensuite le premier service œcuménique de l'après-guerre en Allemagne avec Otto Dibelius, l'archevêque orthodoxe russe Alexandre et d'autres hauts représentants de l'Église dans la Marienkirche de Berlin. Ce faisant, il appelle « toutes les Églises du monde » à participer à la réunion du Conseil œcuménique, nouvellement fondé à Amsterdam en 1948. George Bell y reçoit la présidence d'honneur.
George Bell n'est pas un pacifiste, mais un anti-fasciste résolu. En 1946, il répond à la déclaration de culpabilité de Stuttgart par un examen de l'échec de la Grande-Bretagne dans l'accord de Munich de 1938 :
« Nous, ici en Angleterre, avons été criminellement imprudents en manquant à notre devoir de défendre la paix et l'ordre ; et si les Allemands ont été fatalement passifs dans la montée d'Hitler, notre passivité et celle d'autres nations n'était guère moins répréhensible. Nous et nos églises avons également observé le système national-socialiste prendre peu à peu le dessus sur la vie en Allemagne, et nous avons été trop chagrinés ou trop paresseux pour prendre les mesures militaires nécessaires pour garantir la liberté de l'Europe. ».
La même année, George Bell prononce à Bâle un discours passionné sur l'Europe, l'Allemagne et les églises. Il dit :
« L'unité de l'Europe est la véritable préoccupation. [...] Et nous devons considérer l'unité de l'Europe non pas d'abord du point de vue politique, mais d'abord du point de vue culturel et ensuite du point de vue économique. [...] L'Eglise chrétienne, qu'elle soit protestante, catholique ou orthodoxe, a une tâche difficile partout aujourd'hui, surtout en Europe. En Allemagne, les églises protestantes et catholiques n'ont pas été en mesure de donner au peuple la base morale solide qui lui aurait permis de rendre impossible un régime tel que celui d'Hitler. Surtout, l'Église protestante s'est trop peu intéressée aux questions sociales, au travail, au logement, à la paix, et a été trop soumise à l'État, et les Allemands - en général - sont si dociles, si peu démocratiques par tempérament, que la responsabilité de l'Église est d'autant plus grande lorsqu'elle annonce l'Évangile au peuple et souligne le règne de Dieu sur l'État et sur toute la vie humaine. »
Il considère donc que la tâche future des églises est de maintenir vivante et de promouvoir cette attitude morale fondamentale, la conscience démocratique et sociale comme le lien unificateur de l'Europe. La base de cette démarche est pour lui la croyance en la « domination de Dieu » également sur l'État, telle que formulée dans la déclaration théologique de Barmer en 1934. Après ce discours, il déclare dans une interview :
« La question est de savoir comment décourager et éteindre le diabolique et encourager le sain et le bon. Il ne peut rester que les Allemands soient laissés seuls dans leur catastrophe actuelle. Cela ne fera qu'aggraver le désespoir. Nous ne pouvons pas non plus nous contenter de condamner le passé et la philosophie du passé. Au contraire, il faut leur donner un exemple actif d'une meilleure philosophie. »

### Détracteur des expulsions
En conséquence, George Bell est également l'un des premiers évêques britanniques à s'élever contre l'injustice subie par de nombreux allemands vaincus lorsqu'ils sont  expulsés de ce qui était alors les territoires orientaux allemands. Il s'élève contre leur traitement inhumain et proteste clairement et à plusieurs reprises contre l'expulsion de quelque 14 millions de silésiens, de poméraniens, de prussiens orientaux et d'allemands des Sudètes de leur patrie. Vers le 15 août 1945, il écrit une lettre au rédacteur en chef contre ces expulsions dans le Spectator, et le 12 septembre 1945, il signe un appel contre ces expulsions avec l'éditeur juif britannique Victor Gollancz, Lord Bertrand Russell et d'autres, qui est publié par plusieurs quotidiens de Londres.
Peu avant, le 8 septembre, il écrit au prévôt de Berlin, Heinrich Grüber, chef du bureau de l'Église confessante pour les Juifs afin de les aider à s'échapper :
« Je peux vous dire que les archevêques de Canterbury et d'York, pour leur part, sont profondément touchés et veulent entreprendre une démarche commune avec les dirigeants de l'Église libre protestante et l'archevêque catholique de Westminster .... Je compatis profondément avec vous quant à l'inhumanité de l'expulsion et je me suis déjà exprimé sur ce point à la Chambre des Lords, en précisant que le déracinement de millions de personnes pour des raisons raciales est incompatible avec les idéaux pour lesquels les Nations unies se sont battues. ».
Le 30 janvier 1946, il condamne à nouveau l'expulsion des allemands devant la Chambre des Lords britannique :
« Il n'y a rien de tel que le transfert de population actuel [...]. Ce transfert n'est pas seulement un transfert de terres, mais un arrachage jusqu'aux racines d'une immense population pour des raisons raciales, afin de préparer le terrain pour de nouveaux occupants. C'est mauvais en soi. Elle implique un déni des droits de l'homme et il est extrêmement difficile de la distinguer fondamentalement des déportations massives de populations civiles pour lesquelles les dirigeants nazis sont actuellement jugés comme criminels de guerre à Nuremberg. ».
Il souligne ensuite la responsabilité partagée des Alliés dans l'expulsion particulièrement cruelle des allemands de Tchécoslovaquie, met en garde contre le précédent que cela créerait pour d'autres États et donne des exemples montrant que le « transfert » n'est en aucun cas « ordonné et humain » comme cela a été décidé à la conférence de Potsdam.

### Opposant à l'armement nucléaire et la guerre froide
Dans les années 1950, George Bell s'engage contre l'armement nucléaire et, comme de nombreuses initiatives chrétiennes de l'époque, s'oppose à la guerre froide. En 1955, grâce à ses contacts œcuméniques, il rencontre à Milan Giovanni Montini, qui devient le pape Paul VI en 1963 qui mène à bien le concile Vatican II en 1965.

### Mort
George Kennedy Allen Bell meurt le 3 octobre 1958 à Canterbury.

## À la mémoire de George Bell
George Bell - contrairement à son ami Dietrich Bonhoeffer en Grande-Bretagne - est peu connu en Allemagne aujourd'hui. Sa mémoire est presque uniquement chérie par les œcuménistes, les théologiens universitaires ou les groupes d'églises pacifistes.
Dans l'immédiat après-guerre, cependant, il était très apprécié, en particulier dans les cercles œcuméniques, pour sa position d'avertisseur précoce contre la politique intérieure nazie, son soutien à la résistance allemande à Hitler, sa critique de la campagne de bombardement britannique et des expulsions, pour son travail de réconciliation et pour un ordre démocratique d'après-guerre. Il a incarné l'exemple rare d'un haut responsable ecclésiastique qui a su combiner de manière crédible la foi chrétienne, l'engagement personnel et l'influence politique, même pendant la guerre, et a maintenu cette position même lorsque cela lui a valu des désavantages personnels.
Certains observateurs supposent que Bell est tombé dans l'oubli en Allemagne non pas en dépit, mais précisément à cause de cet amour inflexible de la vérité et de son sens de la justice. Car il justifiait sa volonté de se réconcilier avec les Allemands par la minorité de résistants chrétiens et animés d'un esprit démocratique et s'opposait ainsi aux tentatives de renouvellement de cette obéissance autoritaire à l'autorité qui, surtout dans le protestantisme allemand, s'était accommodée du national-socialisme et avait contribué à l'échec de l'église face aux crimes nazis. Le soutien conspirationniste de Bell et de Bonhoeffer à la tentative d'assassinat du 20 juillet 1944 était extrêmement déplaisant et suspect pour la grande majorité de l'EKD, tout comme ses idées d'une église œcuménique solidaire et universelle, complètement engagée envers les pauvres et les persécutés, comme noyau d'un nouvel ordre de valeurs humaines paneuropéen.
Sa critique des expulsions ainsi que son opposition à l'armement nucléaire des pays de l'OTAN font de lui un outsider en Grande-Bretagne après 1945. Après sa mort, à partir de 1965 environ, il a également été rejeté par la gauche allemande, notamment en raison de sa critique des expulsions. Pour le mouvement étudiant de 1968, Bell, mort en 1958, ne jouait déjà plus aucun rôle car ils ne le percevaient plus.

## Allégation d'abus sur enfant
En 1995, une femme s'est plainte auprès de l'évêque de Chichester de l'époque, Eric Waldram Kemp, que George Bell avait abusé d'elle sexuellement à plusieurs reprises vers 1949/1950. Kemp n'a pas enquêté sur cette allégation. En 2013, la femme s'est plainte auprès de l'actuel archevêque de Canterbury Justin Welby. Welby a informé la police, qui a déclaré que Bell avait été arrêté de son vivant. L'église a dédommagé financièrement la femme, et le 22 octobre 2015, l'évêque de Chichester Martin Warner lui a présenté des excuses publiques.
La presse a alors rapporté que George Bell avait été un pédophile. Un débat public a suivi pour savoir si l'église considérait que l'allégation d'abus était prouvée et si les réalisations de Bell avaient été suffisamment appréciées. Peter Hitchens a décrit Bell comme un homme juste, équitable et courageux et a demandé qu'il soit présumé innocent. La fille de Franz Hildebrandt a exprimé des sentiments similaires. Warner a réfuté l'accusation selon laquelle il aurait sacrifié la réputation de Bell au profit des intérêts à court terme de l'église. Il a déclaré qu'il était important que les victimes d'abus n'aient plus à craindre de ne pas être prises au sérieux. L'évêque Paul Butler a déclaré que l'église n'avait jamais prétendu être convaincue des abus commis par George Bell. En février 2016, la victime a décrit les abus dans une interview.
En mars 2016, un groupe très médiatisé, le "George Bell Group", a publié un rapport qui critiquait systématiquement les actions de l'Église. En particulier, l'Église a omis d'interroger un témoin vivant clé et de consulter les journaux intimes détaillés de Bell,.
Lord Carlile a été chargé par l'Église en novembre 2016 de préparer un examen indépendant. La révision devait se limiter à l'examen de la conduite de l'Église depuis 1995. Toutefois, la question de savoir si les allégations contre Bell étaient vraies ou non ne devait pas être examinée. L'église a présenté la révision de Carlile le 15 décembre 2017,,.

## Honneurs
- 1958 : Grand Croix du Mérite avec étoile et ruban d'épaule de la République fédérale d'Allemagne

## Publications
- A Brief Sketch of the Church of England. Student Christian Movement, London 1929, 1930 (deutsch in: Ekklesia. Sammlung von Selbstdarstellungen der christlichen Kirchen. Hrsg. Friedrich Siegmund-Schultze, Klotz, Gotha 1934)
- Randall Davidson, Archbishop of Canterbury. Biografie, 2 Bände, Oxford University Press, Humphrey Milford, London 1935
- Christianity and World Order. Harmondsworth, Penguin Books, London 1940
- George Bell, Hans Kramm, John Oldcastle Cobham (Hrsg.): The Significance of the Barmen Declaration for the Oecumenical Church. Society for Promoting Christian Knowledge, London 1943 (Vorwort)
- The Background of the Hitler Plot. In: The Contemporary Review. 10. Isbister, London 1945,  (ISSN 0010-7565)
- The Church and Humanity. Longmans-Green, London 1946 (Anthologie, darin: The Church’s Function in Wartime. November 1939).
- The Task of the Churches in Germany. S.P.C.K., The Sword of the Spirit, London 1947
- Christian Unity. The Anglican Position. Hodder and Stoughton, London 1948
- Kirche in der Welt. Reden und Aufsätze des Bischofs von Chichester Dr. George Bell. Übersetzt von Rudolf Weckerling, Wichern-Verlag, Berlin 1948 (darin u. a. deutsche Übersetzungen der Rede Bells im House of Lords am 9. Februar 1944 und des Artikels The Background of the Hitler Plot von 1945)
- The Kingship of Christ. The Story of the World Council of Churches. The Pinguin books, Harmondsworth 1954, Reprint Greenwood Press, Westport 1979,  (ISBN 0-313-21121-3).

(deutsch) Die Königsherrschaft Jesu Christi. Die Geschichte des Ökumenischen Rates der Kirchen. Übersetzt von Rudolf Dohrmann. Mit einem Nachtrag über die Entwicklung des Ökumenischen Rates der Kirchen von 1954 bis 1957 von Francis House. Reich, Hamburg-Bergstedt 1960 (deutsche Ausgabe von "The Kingship...")
- Die Kirche u. die Widerstandsbewegung. Politisch-historische Vorlesungsreihe der Universität Göttingen. In: Evangelische Theologie. Chr. Kaiser, München 1957 Nr. 7  (ISSN 0014-3502)

Échange de lettres
- Andreas Lindt (Hrsg.): George Bell – Alphons Koechlin. Briefwechsel 1933–1954. Zürich: EVZ 1969
- Eberhard Bethge, Ronald C. D Jasper (Hrsg.): An der Schwelle zum gespaltenen Europa: der Briefwechsel zwischen George Bell und Gerhard Leibholz 1939–1951. Stuttgart: Kreuz 1982,  (ISBN 3-7831-0448-3).